# Cementeri d'Alacant
El cementeri d'Alacant, anomenat de la Mare de Déu del Remei (patrona de la ciutat), és l'únic cementiri municipal de la ciutat d'Alacant. Ocupa una superfície total de 223.674 m², si bé està prevista una ampliació que suposarà duplicar la seva extensió. L'entrada principal és per la plaça del Cementeri.

## Història

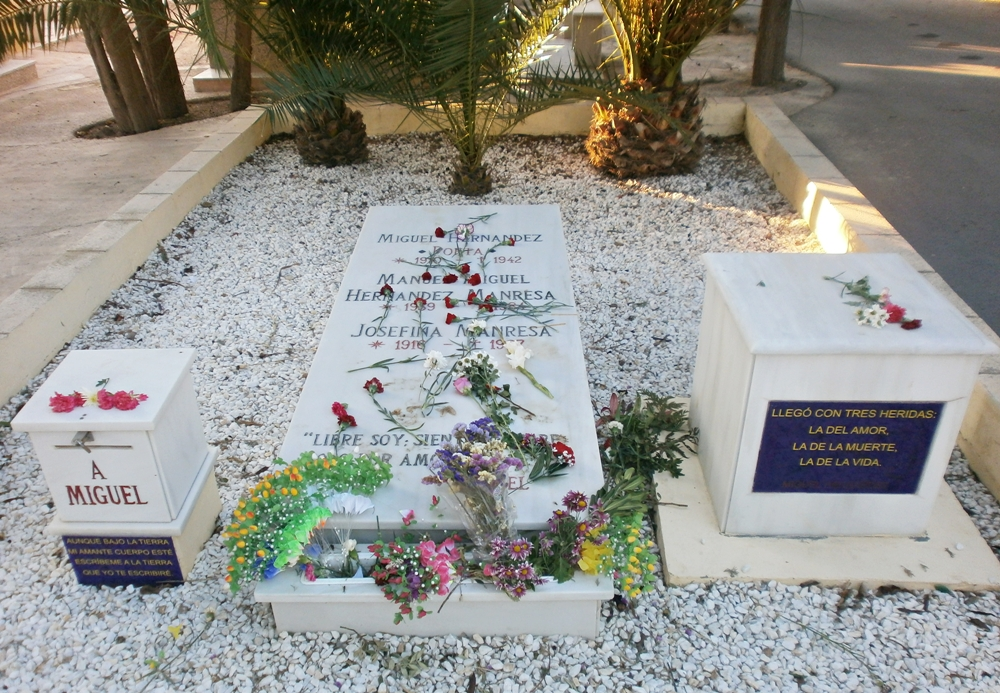
Tomba de Miguel Hernández

La construcció d'aquest cementiri va començar en 1918 a la zona de La Florida segons el projecte de l'arquitecte municipal Francisco Fajardo Guardiola. Va ser traçat en quadrícules, amb petites places a les interseccions dels carrers. En una de les principals, es troben quatre fosses reservades a alacantins il·lustres, de les quals tres estan ocupades, una pel poeta Miguel Hernández, una altra per l'almirall Julio Guillén Tato i l'altra pel pintor Gastó Castelló. La seva plena posada en servei va tenir lloc l'any 1925, encara que l'epidèmia de grip de l'any 1918, coneguda com a grip espanyola, va fer que prèviament ja s'habilités una fossa comuna en el cementiri malgrat no haver estat inaugurat. En 1931 es va traslladar a aquest lloc el cementiri municipal després del tancament de l'antic cementiri de Sant Blai. Acabada la Guerra Civil va ser escenari d'afusellaments.

## Personatges il·lustres soterrats
- Ángel C. Carratalà, torero[5]
- Francesc Figueras i Pacheco, escriptor[6]
- José Guardiola Picó, arquitecte[7]
- Julio Guillén Tato, almirall[8]
- Miguel Hernández, poeta[9][10]
- José María Py, fundador de les Fogueres d'Alacant[11]
- Antonio Rico Cabot, metge[12]
- Rodolfo de Salazar, periodista[13]